# Paso Doble
Paso Doble è un duo musicale tedesco, attivo dagli anni 80, che ha inciso inizialmente brani nell'ambito nella NDW, per poi approdare al genere techno. Si tratta di un duo misto, formato da un uomo e da una donna divenuti anche compagni nella vita privata, Frank Hieber e Rale Oberpickler.
Nel 1979 Rale, una giovane cantante fino a quel momento attiva come voce di sottofondo, incontrò Frank, pianista, tastierista e compositore che avrebbe poi lavorato con artisti musicali come Rio Reiser, Nena e soprattutto Peter Schilling. Insieme formarono i Paso Doble. Nel 1984 hanno pubblicato il loro primo singolo Computerliebe (da non confondere con l'omonima canzone dei Kraftwerk), che dopo essere stato presentato nello show televisivo Extratour raggiungerà la vetta dei singoli più venduti. La canzone è stata inserita nell'album Fantasie, la cui title track sarebbe poi finita anch'essa prima in classifica.
L'attività di Frank e Rale si è fatta in seguito discontinua, avendo i due artisti deciso di dare priorità all'educazione della loro figlia: basti pensare che i Paso Doble per molto tempo hanno pubblicato solo singoli, mentre il loro secondo album è uscito nel 2006. Nel 1992 hanno creato uno studio di registrazione, "Paso Doble Music Publishing House", nella loro casa di Amburgo.

## Discografia

### Album
- 1985 – Fantasie
- 2006 – Versunkener Schatz
- 2008 – Hautnah
- 2012 – 30 Jahre NDW
- 2021 – Urknall

### Singoli
- 1984 – Computerliebe (Die Module spielen verrückt)
- 1985 – Fantasie
- 1985 – Herz an Herz
- 1986 – Magische Nacht
- 1996 – Allein im All
- 2005 – Message angekommen!
- 2017 – Computerliebe 2K17
- 2020 – Kleine Killer 2020
- 2020 – Season Song